# Ytterboda
Ytterboda är en by i Leksands socken, Leksands kommun, nära 5 kilometer norr om Leksandsnoret. SCB klassar orten som småort med namnet Ytterboda + Överboda.

## Historia
Ytterboda hängde ursprungligen ihop med byn Överboda och omtalas första gången i ett dombrev 1468, då en 'per i bodom' nämns. Ett äldre belägg i ett dombrev från 1413 avser troligen inte de här byarna. Namnet antyder att de troligen varit fäbodar från början. I äldsta skattelängden från 1539 finns två skattebönder upptagna under 'Bodom'.  1541 dyker en Lasse i 'Ijtterdoda' upp. Då man vet att delar av årliga räntan för 1539, och just den del där Ytterboda borde finnas, är det roligt att 'Bodom' 1539 endast avser Överboda. Ännu 1571 fanns bara en gård i Ytterboda, medan Överboda då hade 5 hemman. Skattelängden 1606 upptar 3 hemman i Ytterboda och 8 för boda=överboda. Holstenssons kart från 1668 upptar 2 gårdstecken i Ytterboda och 7 för Överboda. I bäcken vid Ytterboda finns två tecken för skvaltkvarnar, en på vardera sidan om landsvägsbron. 
Mantalslängden 1750 anger 7 gårdar i Ytterboda och 16 i Överboda, och 1830 är antalet 15 gårdar i Ytterboda och 22 i Överboda. Därefter växer inte Ytterboda mer som by. Överboda fortsätter växa något under slutet av 1800-talet och får som mest 30 gårdar.
En handelsbod fanns fram till 1980-talet i Ytterboda. 1914 byggdes järnvägen mellan Leksand och Rättvik, och då fick Bodabyarna en egen järnvägsstation med namnet Leksboda. Stationen är lades ned på 1970-talet, och fungerade länge som skinnvaruaffär. Vid stationen har också funnits en timmerterminal. 1917 byggdes även Leksboda sågverk, idag ett av Dalarnas få kvarvarande vattendrivna sågverk i fullt funktionsdugligt skick.
Tidigare har också varit plats för järnframställning. Intill Budåna, där sågen nu ligger finns Hyttänget. Någon hyttrest kan idag inte spåras, men rikligt med slagg förekommer på en sträcka cirka 100 meter nedströms sågen. Abraham Hülphers noterade i samband med sin resa 1757: vid Ytterboda finnes slagghögar hwaraf slutes att här i förra tider warit järntillvärkning. Tydligen var verksamheten redan då sedan länge nedlagd.

### Befolkningsutveckling
| Befolkningsutvecklingen i Ytterboda och Överboda 1990–2010 | Befolkningsutvecklingen i Ytterboda och Överboda 1990–2010 | Befolkningsutvecklingen i Ytterboda och Överboda 1990–2010 | Befolkningsutvecklingen i Ytterboda och Överboda 1990–2010 | Befolkningsutvecklingen i Ytterboda och Överboda 1990–2010 |
| ---------------------------------------------------------- | ---------------------------------------------------------- | ---------------------------------------------------------- | ---------------------------------------------------------- | ---------------------------------------------------------- |
|                                                            |                                                            |                                                            |                                                            |                                                            |
| År                                                         |                                                            |                                                            | Folkmängd                                                  | Areal (ha)                                                 |
| 1990                                                       | 1990                                                       |                                                            | 73                                                         | 30#                                                        |
| 1995                                                       | 1995                                                       |                                                            | 128                                                        | 63#                                                        |
| 2000                                                       | 2000                                                       |                                                            | 105                                                        | 64#                                                        |
| 2005                                                       | 2005                                                       |                                                            | 99                                                         | 68#                                                        |
| 2010                                                       | 2010                                                       |                                                            | 98                                                         | 74#                                                        |
| 2015                                                       | 2015                                                       |                                                            | 145                                                        | 101#                                                       |
| Anm.: 1990 som Ytterboda + S del av Överboda # Som småort. |                                                            |                                                            |                                                            |                                                            |

På grund av förändrat dataunderlag hos Statistiska centralbyrån så är småortsavgränsningarna 1990 och 1995 inte jämförbara. Befolkningen den 31 december 1990 var 107 invånare inom det område som småorten omfattade 1995.

## Samhället
I Ytterboda finns Fräsgården, som var i samma familjs ägo från tidigt 1600-tal fram till 1947, inköptes 1957 av Leksands hembygdsgemenskap, och är sedan 1970 förklarad som byggnadsminne.